# 特許協力条約に基づく国際出願等に関する法律
特許協力条約に基づく国際出願等に関する法律（とっきょきょうりょくじょうやくにもとづくこくさいしゅつがんとうにかんするほうりつ、昭和53年4月26日法律第30号）は、特許協力条約（PCT）に基づく特許の国際出願、国際調査および国際予備審査の手続に関する日本の法律である。略称は国際出願法。
法令番号は昭和53年法律第30号、1978年（昭和53年）4月26日に公布された。

## 概要
特許協力条約（PCT）のもとでは、単一の国際出願をすることによって複数の国に特許を出願したと同様の効果を確保することができ、さらに、国際出願が特許性を有するかどうかの目安となる国際調査及び国際予備審査を参考にした上で、各国で実際に特許取得の手続を行うかどうかを一定の猶予期間内に判断することができる（この段階を「国際段階」という。）。特許を取得すると判断した国については、各国毎に手続を行う必要があるが、国際出願は各国の国内出願とは様式等が異なる手続なので、各国では通常の国内出願とは異なる特別な手続を定めて国際出願を処理している（この段階を「国内段階」という。）。
国際出願法は、このうち、国際段階にあたる、日本国特許庁を受理官庁として国際出願を行う場合の手続や、日本国特許庁がPCTのもとでの国際調査機関及び国際予備調査機関として国際調査及び国際予備審査を行う際の手続の詳細について定める法律である。一方、日本における国内段階での手続については、特許法（第184条の3～第184条の20等）で定められている。